# Marcgraviastrum delpinianum
Marcgraviastrum delpinianum là một loài thực vật có hoa trong họ Marcgraviaceae. Loài này được (Wittm.) Giraldo-Cañas mô tả khoa học đầu tiên năm 2002.